# Las Piñas
Las Piñas é uma cidade de primeira classe de renda da cidade na região Grande Manila (NCR), nas Filipinas. De acordo com o censo de 1 maio  de  2020 possui uma população de 606 293 pessoas e 156 899 domicílios. É limitada a norte e nordeste por Parañaque, a leste e sudeste por Muntinlupa, ao sul pelo município de Imus, no sudoeste e oeste pelo município de Bacoor, e no noroeste pela Baía de Manila. Metade da sua área é residencial e a metade restante é usado para fins comerciais, industriais e institucionais. A fisiografia atual de Las Pinas é composta por três zonas: Baía de Manila, a margem costeira e o Planalto de Guadalupe.
Las Piñas foi um dos primeiros assentamentos de pesca nas margens da Baía de Manila. Foi proclamada como uma província de [Manila] em 1762 ou 1797. Agustin, um historiador espanhol, e o Frei Juan de Medina colocou-o em 1762.

## Cidades Irmãs
- Parañaque, Filipinas
- Ufa, Rússia
- Sochi, Rússia